# حمزه باکر
حمزه باکر (به انگلیسی: Hamza Bakir،  زادهٔ ۲۰ ژانویهٔ ۲۰۰۱) یک کشتی‌گیر فرنگی‌کار اهل کشور ترکیه است. وی سابقه حضور در المپیک ۲۰۲۴ پاریس را دارد.  